# Station Aarsele
Station Aarsele is een spoorwegstation langs spoorlijn 73 (Deinze - De Panne) in Aarsele, een deelgemeente van de stad Tielt. Het is nu een stopplaats, waar alleen P-treinen stoppen. Met gemiddelde 24 reizigers per dag (cijfers 2024) is het een van de rustigste stations in Vlaanderen. Het voortbestaan van het station heeft dus ook al meermaals op het spel gestaan.

## Geschiedenis
In 1852 werd hier een neoclassicstisch stationsgebouw gebouwd, samen met de aanleg van spoorlijn Tielt-Deinze. Circa 1923 werd aanvullend een magazijn gebouwd.
Het oude stationsgebouw is in 1988 verdwenen. Enkel het magazijn resteert.

## Galerij

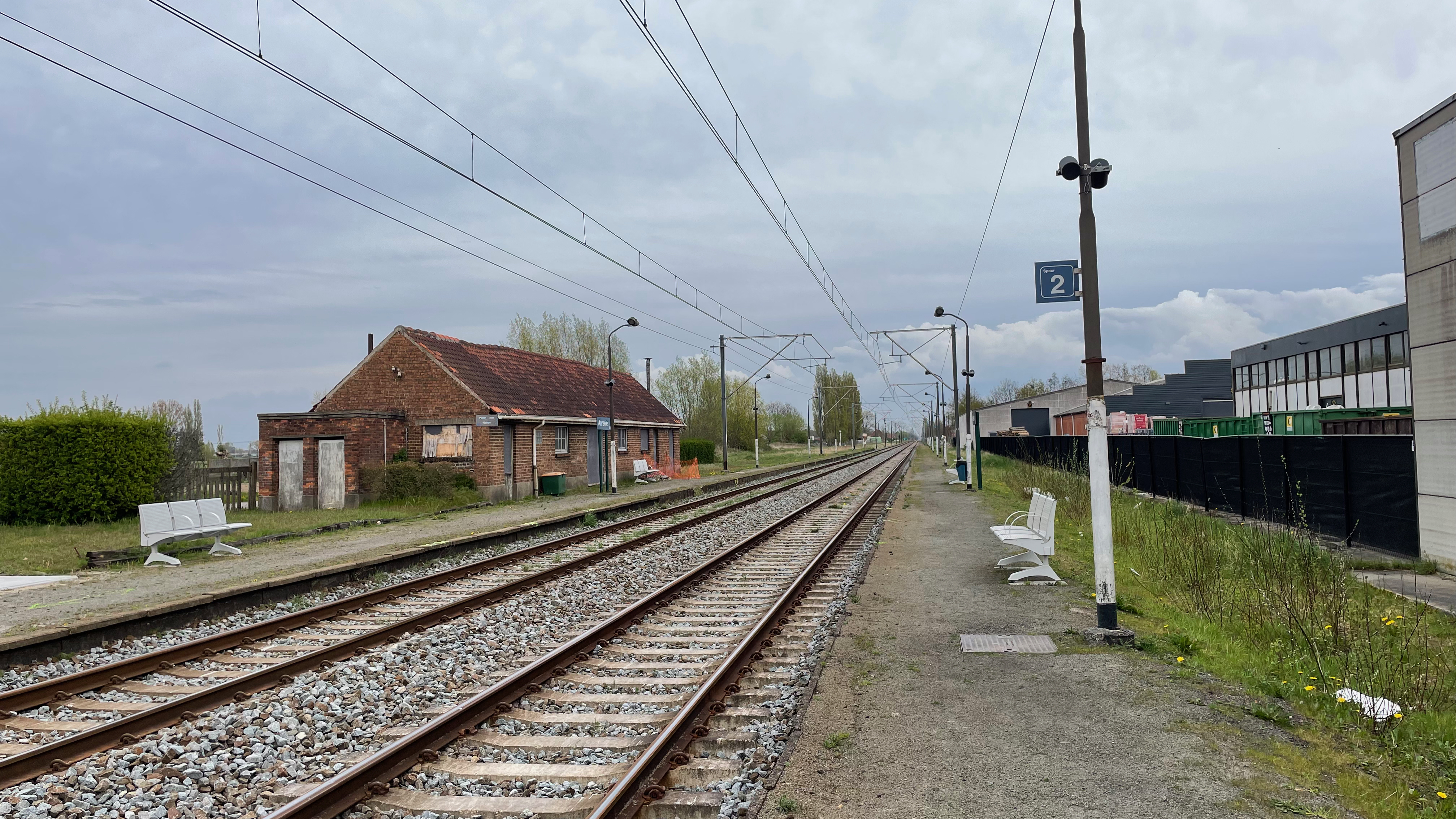
Zicht op de sporen
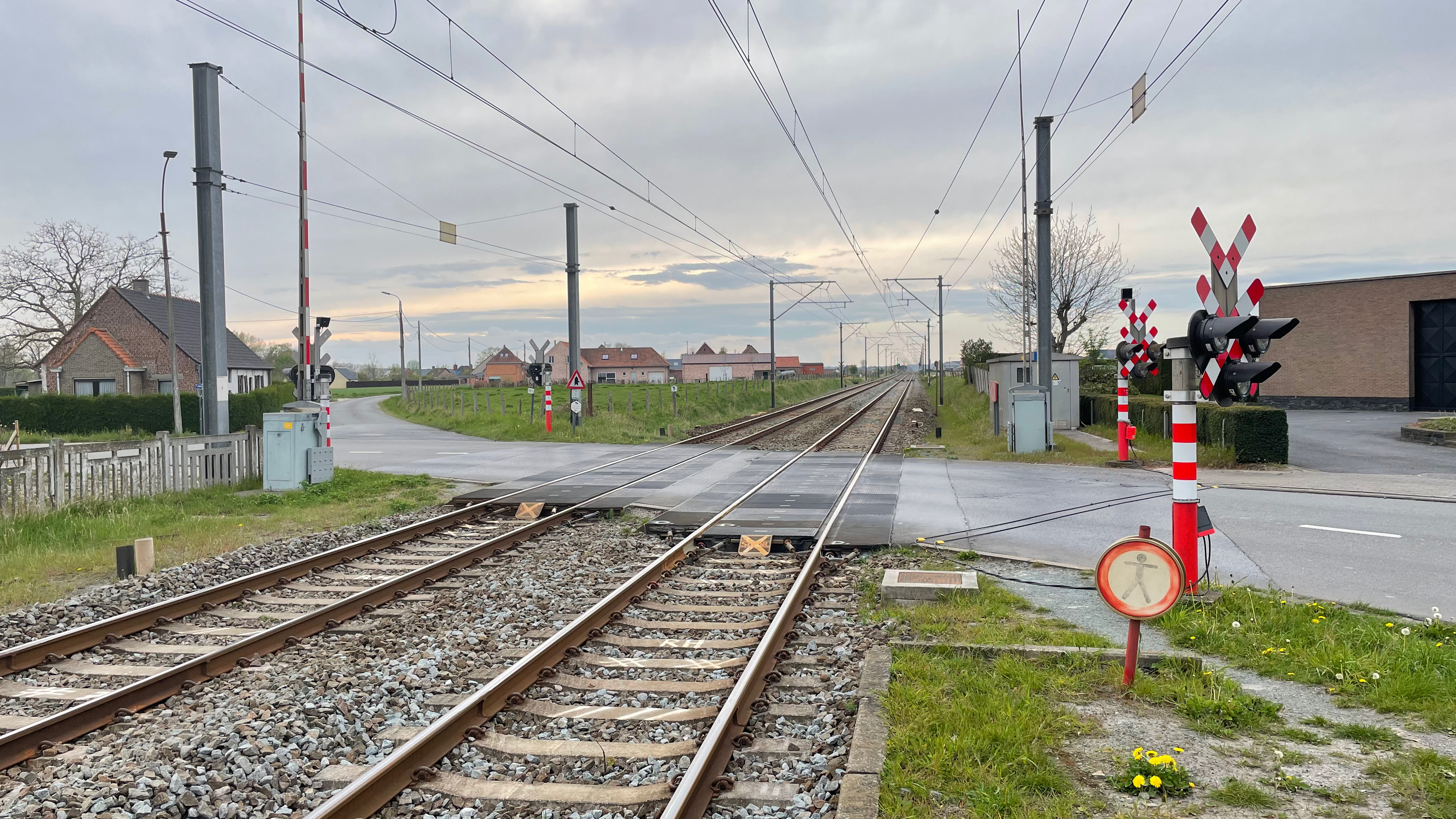
Overweg aan het station
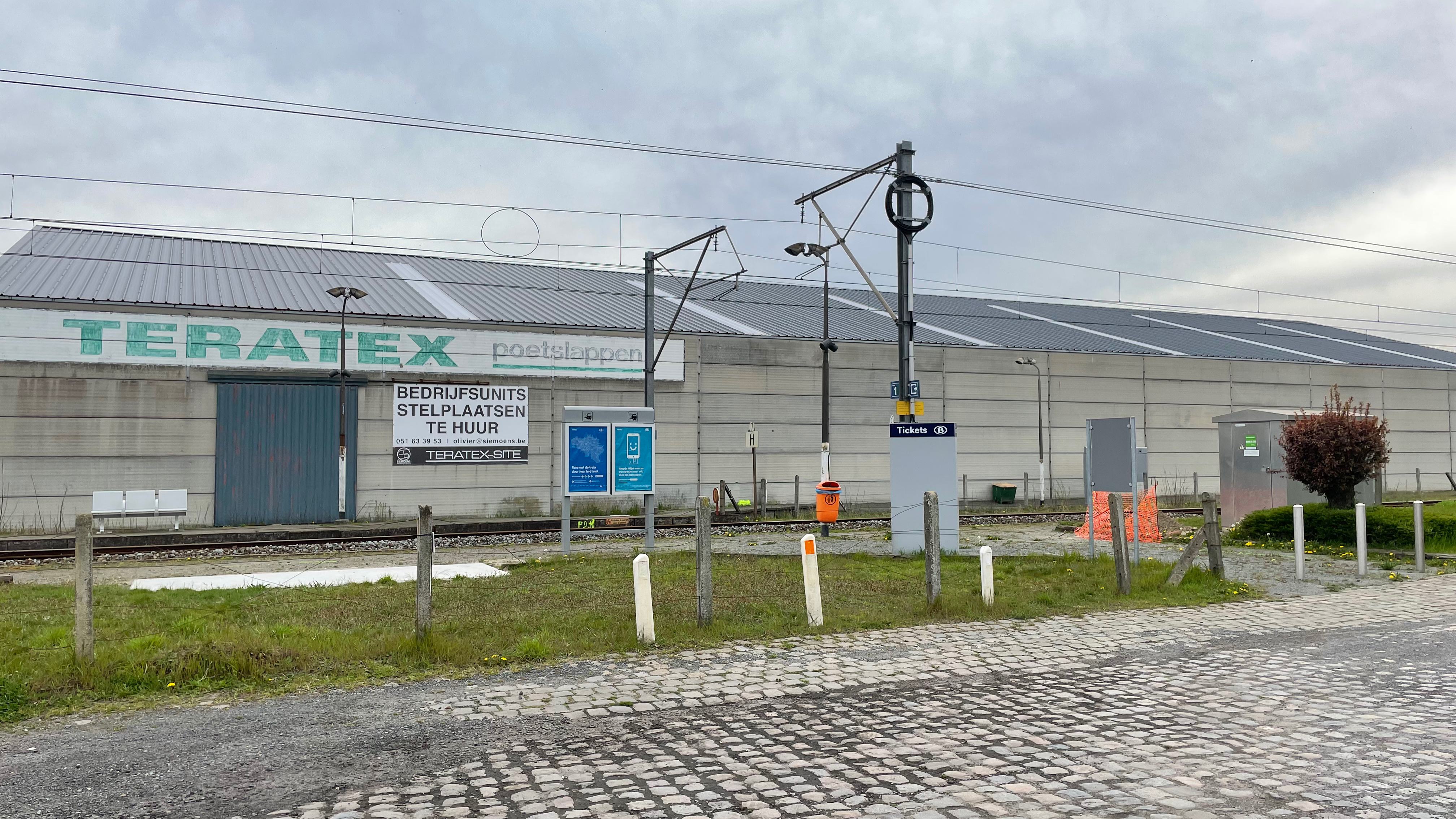
Toegang naar het perron
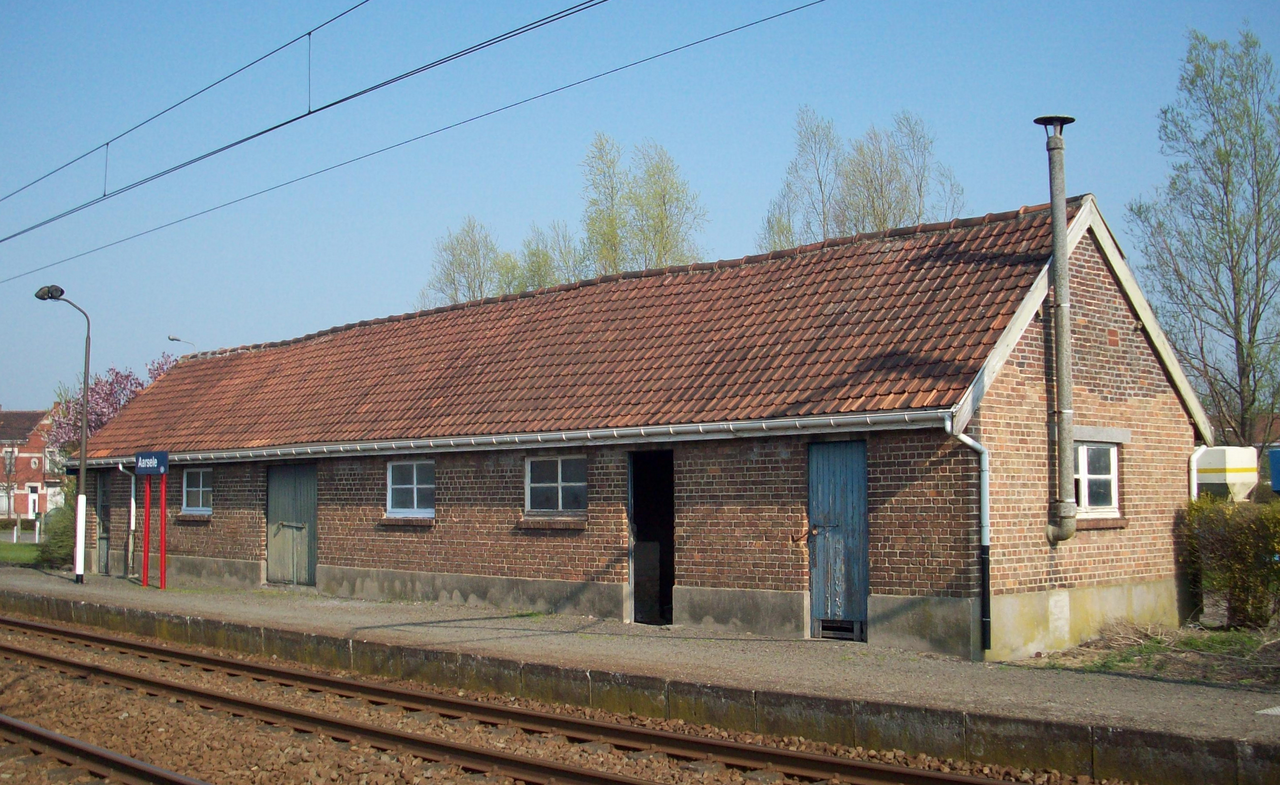
Voormalige goederenloods

## Spoorindeling
| spoor | spoorlijn | richting                        |
| ----- | --------- | ------------------------------- |
| 1     | L 73      | Richting Lichtervelde, De Panne |
| 2     | L 73      | Richting Gent-Sint-Pieters      |

## Treindienst
| Serie       | Treinsoort          | Route | Bijzonderheden                                                              |
| ----------- | ------------------- | --- | --------------------------------------------------------------------------- |
| P 7000/8000 | Piekuurtrein (NMBS) | [ Oostende – Brugge – ] / [ De Panne – Aarsele – ] / [ Poperinge – Ieper – Kortrijk – ] Gent-Sint-Pieters – Brussel-Zuid – Schaarbeek | Twee treinen per dag per richting. Een trein op zondagavond vanaf De Panne. |
| P 7995/8995 | Piekuurtrein (NMBS) | [ De Panne – Aarsele – ] / [ Kortrijk – ] Gent-Sint-Pieters                                                                           | Rijdt alleen op werkdagen.                                                  |

## Reizigerstellingen
De grafiek en tabel geven het gemiddeld aantal instappende reizigers weer op een week-, zater- en zondag.
| Tabel: aantal instappende reizigers station Aarsele | Tabel: aantal instappende reizigers station Aarsele | Tabel: aantal instappende reizigers station Aarsele | Tabel: aantal instappende reizigers station Aarsele |
|                                                     | Weekdag                                             | Zaterdag                                            | Zondag                                              |
| --------------------------------------------------- | --------------------------------------------------- | --------------------------------------------------- | --------------------------------------------------- |
| 1977                                                | 135                                                 | 18                                                  | 11                                                  |
| 1978                                                | 140                                                 | 7                                                   | 3                                                   |
| 1979                                                | 83                                                  | 34                                                  | 14                                                  |
| 1980                                                | 148                                                 | 22                                                  | 16                                                  |
| 1981                                                | 124                                                 | 4                                                   | 4                                                   |
| 1982                                                | 95                                                  | 15                                                  | 12                                                  |
| 1983                                                | 95                                                  | 2                                                   | 9                                                   |
| 1984                                                | 55                                                  | -                                                   | -                                                   |
| 1985                                                | 91                                                  | -                                                   | -                                                   |
| 1986                                                | 33                                                  | -                                                   | -                                                   |
| 1987                                                | 54                                                  | -                                                   | -                                                   |
| 1988                                                | 49                                                  | -                                                   | -                                                   |
| 1989                                                | 35                                                  | -                                                   | -                                                   |
| 1990                                                | 36                                                  | -                                                   | -                                                   |
| 1991                                                | 35                                                  | -                                                   | -                                                   |
| 1992                                                | 23                                                  | -                                                   | -                                                   |
| 1993                                                | 28                                                  | -                                                   | -                                                   |
| 1994                                                | 35                                                  | -                                                   | -                                                   |
| 1995                                                | 27                                                  | -                                                   | -                                                   |
| 1996                                                | 18                                                  | -                                                   | -                                                   |
| 1997                                                | 23                                                  | -                                                   | -                                                   |
| 1998                                                | 24                                                  | -                                                   | -                                                   |
| 1999                                                | 18                                                  | -                                                   | -                                                   |
| 2000                                                | 23                                                  | -                                                   | -                                                   |
| 2001                                                | 30                                                  | -                                                   | -                                                   |
| 2002                                                | 27                                                  | -                                                   | -                                                   |
| 2003                                                | 26                                                  | -                                                   | -                                                   |
| 2004                                                | 29                                                  | -                                                   | -                                                   |
| 2005                                                | 33                                                  | -                                                   | -                                                   |
| 2006                                                | 32                                                  | -                                                   | -                                                   |
| 2007                                                | 36                                                  | -                                                   | -                                                   |
| 2008                                                | -                                                   | -                                                   | -                                                   |
| 2009                                                | 37                                                  | -                                                   | -                                                   |
| 2010                                                | -                                                   | -                                                   | -                                                   |
| 2011                                                | -                                                   | -                                                   | -                                                   |
| 2012                                                | 38                                                  | -                                                   | -                                                   |
| 2013                                                | 37                                                  | -                                                   | -                                                   |
| 2014                                                | 39                                                  | -                                                   | -                                                   |
| 2015                                                | 24                                                  | -                                                   | -                                                   |
| 2016                                                | 32                                                  | -                                                   | -                                                   |
| 2017                                                | 42                                                  | -                                                   | -                                                   |
| 2018                                                | 37                                                  | -                                                   | -                                                   |
| 2019                                                | 34                                                  | -                                                   | -                                                   |
| 2020                                                | 21                                                  | -                                                   | -                                                   |
| 2021                                                | -                                                   | -                                                   | -                                                   |
| 2022                                                | 37                                                  | -                                                   | -                                                   |
| 2023                                                | 24                                                  | -                                                   | -                                                   |
| 2024                                                | 26                                                  | -                                                   | -                                                   |

## Aansluitend openbaar vervoer
| Buslijn | Bestemming            |
| ------- | --------------------- |
| 13      | Tielt Station Waregem |

0: Deinze ·
4,5: Grammene ·
6,2: Wontergem ·
8,3: Aarsele ·
15,6: Tielt ·
20,1: Pittem ·
24,0: Ardooie-Koolskamp ·
26,5: Kortekeer ·
31,7: Lichtervelde ·
37,7: Kortemark ·
40,5: Handzame ·
43,7: Zarren ·
47,9: Esen ·
50,4: Diksmuide ·
52,0: Kaaskerke ·
54,8: Oostkerke ·
62,4: Avekapelle ·
65,5: Veurne ·
66,9: Koksijde ·
70,5: De Panne